# Uran (priimek)
Uran je priimek več znanih Slovencev in je varianta priimka Vran.
- Alojz Uran (1945—2020), rimskokatoliški duhovnik, ljubljanski nadškof
- Demetrij Uran (1930—1996), inž. elektrotehnike, sodelavec IJS
- Dobromil Uran (1896—1965), inž. strojništva, strokovnjak za železnice in varjenje, univ. profesor (FS UL)
- Maja Uran Maravič (*1971), ekonomičarka turizma, univ. prof.
- Rudi Uran (*1961), filmar, akad. slikar
- Terezija Uran (*1935), matematičarka, avtorica učbenikov